# Allophylus hallaei
Allophylus hallaei är en kinesträdsväxtart som beskrevs av Fouilloy. Allophylus hallaei ingår i släktet Allophylus och familjen kinesträdsväxter. Inga underarter finns listade i Catalogue of Life.